# Krklya
Krklya (macedónul: Кркља) település Észak-Macedóniában, a Északkeleti körzetben, Kriva Palanka községben.

## Népesség
| Lakosok száma | 1101 | 1153 | 1000 | 904  | 465  | 306  | 318  | 227  | 136  |
|               | 1948 | 1953 | 1961 | 1971 | 1981 | 1991 | 1994 | 2002 | 2021 |

- 2002-ben 227 lakosa volt, akik mindannyian macedónok.